# Todd Mission (Teksas)
Todd Mission je grad u američkoj saveznoj državi Teksas. Prema popisu stanovništva iz 2010. u njemu je živjelo 107 stanovnika.